# BMC Development Team
BMC Development Team is een in de Verenigde Staten geregistreerde amateurwielerploeg. BMC Development Team is het opleidingsteam van World Tour-team BMC Racing Team, de ploeg bestaat sinds 2013, midden 2017 werd beslist om het team met ingang vanaf begin 2018 op te doeken.
Het team werd opgezet om jonge talentvolle rijders een kans te geven en zich bij hun eerste profjaren professioneel te laten omkaderen, in de hoop ze later in de hoofdmacht van BMC te kunnen inzetten. Deze functie nam het vanaf het seizoen 2013 over van het in 2012 opgerichte BMC-Hincapie Sportswear Development Team, een Amerikaans continentaal team opgericht door ex-BMC renner George Hincapie. De samenwerking werd echter na amper één seizoen stopgezet. BMC wil jongeren wel degelijk een kans geven. Zo werden Jakub Novák en Sylvan Dillier in augustus 2013 door het World Tour-team uitgenodigd om er de Ronde van Utah, USA Challenge en de Ronde van Alberta te rijden. Door de goede prestaties van de laatstgenoemde Zwitser (hij won de 3de etappe in Alberta) kreeg hij voor 2014 hier een profcontract. Ook in het seizoen 2014 reed het team sterk. Zo werden Dylan Teuns, Loïc Vliegen en Stefan Küng door het World Tour-team aangetrokken voor 2015. Ploegleider Rik Verbrugghe trok aan het eind van het seizoen wel naar IAM Cycling, en werd vervangen door Geert Van Bondt.
Hoewel het een in de Verenigde Staten geregistreerd clubteam is, is er Zwitserse en Belgische invloed, waardoor veel wedstrijden ook in deze langen afgewerkt. Zo starten ze in alle manches van de Lotto Topcompetitie, Zwitserse wedstrijden als: de Ronde van Bern, Ronde van de Jura en GP Kanton Aargau. In de VS staat onder andere de Ronde van de Gila op het programma. Hiernaast treden ze ook aan in Franse rittenkoersen als Ronde van Normandië, Ronde van Bretagne en de Ronde de l'Oise. Vermits de renners meestal nog beloften zijn staan ook wedstrijden als Luik-Bastenaken-Luik U23, Carpathian Couriers Race, Ronde van de Isard en de Ronde van de Aostavallei op het programma.

## 2017

### Renners
| Naam             | Nationaliteit | Geboortedatum | Ploeg 2016              | Ploeg 2018              |
| ---------------- | ------------- | ------------- | ----------------------- | ----------------------- |
| Leo Appelt       | Duitsland     | 26-03-1997    |                         | LKT Team Brandenburg    |
| Pierre Barbier   | Frankrijk     | 25-09-1997    | Roubaix Lille Métropole | Roubaix Lille Métropole |
| Steff Cras       | België        | 13-02-1996    | Lotto-Soudal U23        | Team Katjoesja Alpecin  |
| Sam Dobbs        | Nieuw-Zeeland | 14-03-1997    |                         | Tirol Cycling Team      |
| Pascal Eenkhoorn | Nederland     | 08-02-1997    |                         | LottoNL-Jumbo           |
| Marc Hirschi     | Zwitserland   | 24-08-1998    | Neo                     | Development Team Sunweb |
| Patrick Müller   | Zwitserland   | 18-04-1996    |                         | Vital Concept           |
| Reto Müller      | Zwitserland   | 05-02-1998    |                         | AG2R La Mondiale U23    |
| Jasper Philipsen | België        | 02-03-1998    | Neo                     | Axeon Hagens Berman     |
| Martin Schäppi   | Zwitserland   | 12-12-1996    |                         | IAM Excelsior           |
| Callum Scotson   | Australië     | 10-08-1996    | Team Illuminate         | Mitchelton-BikeExchange |
| Pavel Sivakov    | Rusland       | 11-07-1997    |                         | Team Sky                |
| Mario Spengler   | Zwitserland   | 22-08-1997    |                         | Leopard Pro Cycling     |
| Tanguy Turgis    | Frankrijk     | 16-05-1998    |                         | Vital Concept           |
| Bram Welten      | Nederland     | 29-03-1997    |                         | Fortuneo - Oscaro       |